# Joan Hess
Pour les articles homonymes, voir Hess.
Joan Hess, née le 6 janvier 1949 à Fayetteville, dans l'Arkansas, aux États-Unis et morte le 23 novembre 2017 à Austin, est une femme de lettres américaine, auteure de roman policier et de nouvelle.

## Biographie
Elle fait des études à l'université de l'Arkansas.
En 1986, elle publie son premier roman, Strangled Prose qui inaugure une série policière d'une vingtaine de titres consacrée à Claire Malloy, libraire et détective amateur de la ville universitaire de Farberville, lieu imaginaire situé en Arkansas.
En 1987, avec Malice in Maggody, elle amorce une série policière humoristique consacrée à Arly Hanks, une jeune femme délurée qui est devenue chef de la police de Maggody, une petite ville fictive de l'Arkansas qui compte 755 habitants. Cette série a inspiré en 1993 un unique pilote, intitulé Arly Hanks, diffusé sans succès sur CBS. Le rôle de Arly Hanks y est incarné par Kate Jackson.
En 1990, elle fait paraître Too Much to Bare, une nouvelle pour laquelle elle est lauréate du prix Agatha 1990 de la meilleure nouvelle.

## Œuvre

### Romans signés Joan Hess

#### SérieClaire Malloy
- Strangled Prose (1986)
- The Murder at the Murder at the Mimosa Inn (1986)
- Dear Miss Demeanor (1987)
- A Really Cute Corpse (1988)
- A Diet to Die for (1989)
- Roll Over and Play Dead (1991)
- Death By the Light of the Moon (1992)
- Poisoned Pins (1993)
- Tickled to Death (1994)
- Busy Bodies (1995)
- Closely Akin to Murder (1996)
- A Holly Jolly Murder (1997)
- A Conventional Corpse (2000)
- Out on a Limb (2002)
- The Goodbye Body (2005)
- Damsels in Distress (2007)
- Mummy Dearest (2008)
- Deader Homes and Gardens (2012)
- Murder as a Second Language (2013)
- Pride v. Prejudice (2015)

#### SérieArly Hanks
- Malice in Maggody (1987)
- Mischief in Maggody (1988)
- Much Ado in Maggody (1989)
- Madness in Maggody (1991)
- Mortal Remains in Maggody (1991)
- Maggody in Manhattan (1992)
- O Little Town of Maggody (1993)
- Martians in Maggody (1994)
- Miracles in Maggody (1995)
- The Maggody Militia (1997)
- Misery Loves Maggody (1998)
- Murder@maggody.com (2000)
- Maggody and the Moonbeams (2001)
- Muletrain to Maggody (2003)
- Malpractice in Maggody' (2006)
- The Merry Wives of Maggody (2010)

#### Autres romans
- Future Tense (1987)
- To Kill a Husband (1995)

### Romans signés Joan Hadley
- The Night Blooming Cereus (1986)
- The Deadly Ackee (1988)

### Nouvelles

#### SérieArly Hanks
- The Maggody Files: Spice Rhubarb (1991)
- The Maggody Files: D.W.I. (1992)

#### Autres nouvelles
- Death of a Romance Writer (1988)
- Too Much to Bare (1990)
- Another Room (1990) Publié en français sous le titre Une autre pièce, dans l'anthologie Choix de maître, Paris, Éditions Albin Michel (2003)  (ISBN 2-226-14177-4)
- A Little More Research (1990)
- A Week-end at Lookout Lodge (1991) Publié en français sous le titre Un week-end à Lookout Lodge, dans l'anthologie La Griffe du chat, Paris, Joëlle Losfeld, coll. « Anthologie » (1994)  (ISBN 2-909906-21-3) ; réédition, Paris, Payot & Rivages, coll. « Rivages/Mystère » no 28 (1998)  (ISBN 2-7436-0320-8)
- The Last to Know (1992)
- All That Glitters (1995)
- Caveat Emptor (1998) Publié en français sous le titre Aux risques de l'acheteur, dans l'anthologie Vengeances mortelles, Paris, Éditions Albin Michel (1999)  (ISBN 2-226-10519-0) ; réédition, Paris, LGF, coll. « Le Livre de poche » no 17188 (2001)  (ISBN 2-253-17188-3)
- Heptagon (1998)

## Prix et distinctions

### Prix
- Prix Agatha 1990 de la meilleure nouvelle pour Too Much to Bare[2]

### Nominations
- Prix Agatha 1988 du meilleur roman pour Mischief in Maggody[2]
- Prix Agatha 1993 du meilleur roman pour O Little Town of Maggody[2]
- Prix Agatha 1995 du meilleur roman pour Miracles in Maggody[2]